# Minensuchgerät 42
Mit dem Decknamen Minensuchgerät 42 bezeichnete die Wehrmacht Juden und gefangene Partisanen, die im Rahmen der „Unternehmen Dreieck“ und „Viereck“ gezwungen wurden, Minenfelder zu räumen. Sie wurden dabei an langen Halsstricken gefesselt und anschließend mit Walzen und Eggen über Minenfelder getrieben. Das Vorgehen kam einer grausamen Ermordung Gefangener gleich.

„Da mit Verminung zu rechnen ist, ist für Bereitstellung von Minensuchgerät 42 (Juden oder gefangene Bandenangehörige mit Eggen und Walzen) in ausreichender Zahl zu sorgen. Die Einheiten haben sich selbst mit Stricken auszurüsten, um die Juden oder Bandenangehörigen mit langen Halsstricken zu versehen. […]“

„Die Bereitstellung zahlreicher ‚Minensuchgeräte‘ […] hat sich bewährt und der Truppe viel Blut erspart.“

## Hintergrund
Im Jahr 1942 hatte die Heeresgruppe Mitte vermehrt Probleme mit Partisanen. Am 9. September 1942 erging deshalb der Befehl zu den „Unternehmen Dreieck“ und „Viereck“, in deren Rahmen weite Landstriche verwüstet und die Bewohner deportiert wurden. Für Juden und gefangene Freiheitskämpfer erging der gesonderte Befehl zur Verwendung als „Minensuchgerät 42“.